# Виставна Надія Георгіївна
Надія Георгіївна Виставна (нар. 21 листопада 1917 — ?) — українська радянська діячка, заслужений лікар Української РСР, головний лікар Старобільського району Луганської області. Депутат Верховної Ради СРСР 4—5-го скликань.

## Життєпис
Народилася 21 листопада 1917 року в родині робітника.
З 1935 року працювала медичним інструктором в дитячих яслах.
Потім — студентка Сталінського медичного інституту.
Після закінчення інституту — завідувач дитячої консультації, завідувач дитячого відділення Старобільської міжрайонної лікарні, головний лікар районної лікарні Ворошиловградської (Луганської) області.
Член КПРС з 1956 року.
З 1957 року — головний лікар Старобільського району Луганської області.
Потім — на пенсії в місті Старобільську Луганської області.

## Нагороди
- ордени
- медалі
- заслужений лікар Української РСР